# 金策工業総合大学
座標: 北緯39度00分09.7秒 東経125度44分47.4秒 / 北緯39.002694度 東経125.746500度
金策工業総合大学（キムチェクこうぎょうそうごうだいがく、김책공업종합대학）、朝鮮民主主義人民共和国の平壌市中区域にある大学である。同国の英雄である金策（副首相兼産業相）にちなんで命名された。

## 概説

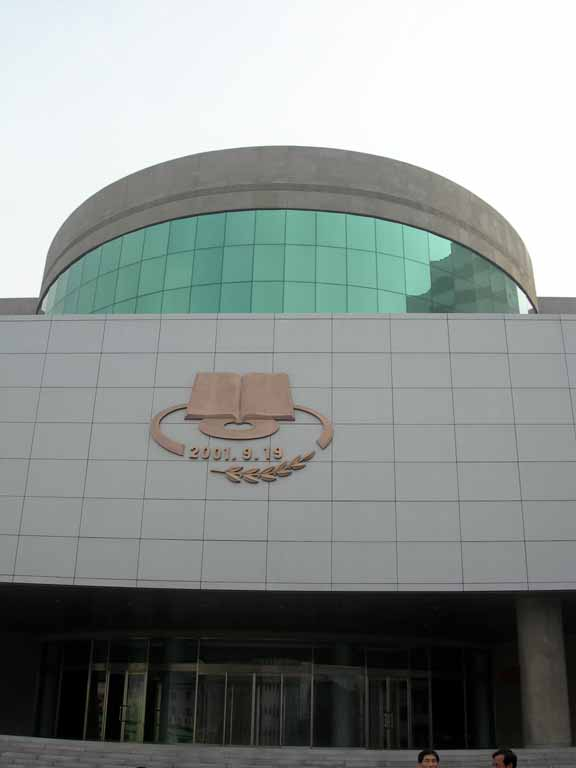
電子図書館

平壌の中心部、栄光通りの無軌条電車「栄光通り」停留場付近より南へ約500mの場所にある。平壌駅からもわずか1kmである。正面玄関は大同江沿いに通る「鳥灘江岸通り」寄りにある。
平壌の中心部で、大同江に位置している金策工業総合大学は、北朝鮮での科学ㆍ技術教育の上の殿堂として、科学技術、特に工業分野での高度な専門家を養成する総合的な中心の大学である。
1948年9月に金日成総合大学から工学部が分離され、これを母体として平壌工業大学が設立された。 朝鮮戦争中、教員と学生のほとんどが前線に出かけ、残りは平安北道に避難しており、停戦後に再び平壌に移り復旧事業が終了した後に再開した。 
1951年1月31日、北朝鮮の第201号令によって平壌工業大学の名称を、朝鮮人民軍の前線司令官として朝鮮戦争中に死亡した金策の名にちなんで、金策工業大学と変更した。 
1956年には科学技術関連の学部を紡績工学部と運輸工学部、機械工学区、冶金工学部などに分離し、これを母体として平壌軽工業大学、平壌鉄道大学、平壌機械工業大学、鋼線工業大学、平壌建設建材大学など8つの大学を創設した。 
1988年に大学創立40周年を記念して、金策工業総合大学と改称した。
1990年に朝鮮コンピューターセンターの労働者を養成する金策工業総合大学・江東校が創設された。

## 組織
現在の金策工業総合大学には3つのカレッジ（単科大学）、16の学部と200以上の講座、3,000人余りの教員、そして13,000人の学生が在籍している。このほかにも、社会人学生や、除隊兵士で構成されている予備科学生がおり、再教育学部の登録生もいる。修業年限は5年6ヶ月である。大学の総長は洪瑞憲。
2012年に新たに遠隔教育大学も設立され、コンピューターネットワークによる大学教育を初めて実施した。多くの社会人学生がコンピューターネットワークを通じて大学教育を受けている。2014年以降、経済経営管理学科、技術貿易学科、品質管理学科など現代経済・経営分野の学科が新設された。またナノテク、IT、バイオ制御などの先端学科も新設された。
- 情報技術科学カレッジ - コンピューター工学科、人工知能講座、情報通信学科、情報通信講座
- 機械科学技術カレッジ - 動力機械学科、機械工学科、機械生産工学講座
- 情報科学技術カレッジ - マイクロエレクトロニクス学科、放送工学講座、情報処理学講座
- 工業経営学部 - 工業経営講座、技術貿易講座、生産管理講座
- 資源探索工学部
- 鉱山工学部 - 鉱山鉱床講座、石炭鉱床講座、石油油田講座、岩石採取講座、原油採掘機械講座
- 冶金工学部 - 冶金理論講座、鉄類冶金講座、純金属講座、高炉工学、冶金材料・冶金自動化講座
- オートメーション工学部 - 情報計測工学講座、自動操縦工学講座、ロボット操縦工学講座、自動操縦理論講座、管理自動化講座
- 動力機械工学部（現在は機械科学技術カレッジに統合） - 流体機械講座
- 材料工学部 - 溶接工学講座、金属材料講座、圧延設備講座、旋盤設備コース、ベアリング設備講座、溶接設備講座
- 電子工学部 - 産業電子講座、コンピューター講座、建機修理維持機器講座、身体検査機器講座、半導体講座、電子部品講座、真空電子機器講座、プログラム・集積回路講座
- 電気工学部 - 電気モーター工学講座、電動機械講座、パワーオートメーション機器講座、ケーブル接続講座、電気応用講座、電気技術講座
- 船舶海洋工学部 - 船舶設計講座、造船講座、船舶動力設備・船舶オートメーション講座
- 基礎学部 - 応用数学科、物理工学科、化学工学科
- 物理工学部（現在は基礎学部に統合）
- 応用数学部（現在は基礎学部に統合）
- 応用化学工学部（現在は基礎学部に統合）
- 通信科学部（現在は情報科学技術カレッジに統合）
- 熱工学部（現在は機械科学技術カレッジに統合）
- 核物理工学部 - 核燃料講座、自動原子炉講座、核電子講座、物理工学講座、応用数学講座、原子炉工学講座
- 社会科学科 - 労働研究講座、政治経済講座、哲学講座、日米侵略史講座
- 外国語学科 - 英語講座、ロシア語講座、第二外国語（中国語、日本語）講座
- 常用研究院 - 軍事国防関連研究

博士課程には、準博士課程と博士課程を専攻する学生が700人余りおり、働きながら勉強する夜間部の学生は1,000人余りいる。また、再教育学部では、本大学およびその他の技術大学の教員が1年間または6か月間の再教育を受けている。工業部門に従事する技師や技術者は、一定期間この学部で再教育を受ける必要がある。
また総合大学課程には、技術教員養成課程がある。この課程は、中学校での科学技術教育を担当する中等教育教員を養成するために、大学や他の技術大学で基礎科目を履修した後にこの養成課程で教職科目を履修し『技術教育士』の資格を取得する。
金策工業総合大学には、北朝鮮の最も著名な科学技術の教育研究の中心として、電子計算機研究所、金属研究所、半導体研究所、高分子研究所、オートメーション研究所など10の研究所と50以上の研究室がある。ここでは、科学研究者、教授、技師、専門家1,000人以上が在籍している。さらに専門分野別の学生総合実習工場や大学出版社、大学新聞社、大学印刷所、農畜産物と水産物を自給する3つの副業農場、4,000人規模の学内寮と4つの食堂、売店、病院、託児所、幼稚園まで備えた巨大な教育機関である。

## 校内施設
- 図書館　60万冊の書籍を所蔵している。
- 電子図書館　多数の科学技術の動画マルチメディアのデータ、数百万件の電子原稿と最新の科学技術を提供している。

## 歴史
- 1948年 - 平壤工業大学として開校。
- 1951年 - 金策を記念して金策工業大学に改称。
- 1988年 - 学部学科を拡充して総合大学となる。
- 2006年2月に電子図書館が開館した。

## 周辺
平壌中心街の一角にある。大同江の中洲・羊角島の羊角島国際ホテルが向かいにそびえ、対岸東平壌には平壌ゴム工場がある。
- 平壌医科大学病院
- 国際文化センター
- 朝鮮対外文化連絡協会
- 中区域市場
- 鳥灘児童公園
- 平壌大劇場
- 総合印刷工場
- 鉄道博物館